# Jan Bona
Jan Bona (ur. 21 lutego 1872 w Nowym Suminie koło Tucholi, zm. 5 czerwca 1942 w Grudziądzu) – kupiec, redaktor, wydawca, działacz narodowy i społeczny.
Przy końcu XIX wieku zamieszkał w Małym Tarpnie (obecnie osiedle Grudziądza). Prowadził tu sklep i drukarnię, w której wydawał pisma Kuryer Narodowy (1911–1913) i Ojczyzna (1924–1927). Był bliskim współpracownikiem Wiktora Kulerskiego. W 1909 roku założył tajne Towarzystwo Przyjaciół. Działacz Towarzystwa Gimnastycznego „Sokół”, Towarzystwa Ludowego i Narodowego Stronnictwa Ludowego.
Po 1920 roku pełnił funkcje sołtysa Małego Tarpna i wójta w Nowej Wsi. Autor broszury Legion pomorski... (Małe Tarpno 1924).